# Ліхенек
Ліхенек (пол. Lichenek, нім. Klagenhof) — село в Польщі, у гміні Баб'як Кольського повіту Великопольського воєводства.
Населення — 86 осіб (2011).
У 1975-1998 роках село належало до Конінського воєводства.

## Демографія
Демографічна структура станом на 31 березня 2011 року:
|          | Загалом | Допрацездатний вік | Працездатний вік | Постпрацездатний вік |
| -------- | ------- | ------------------ | ---------------- | -------------------- |
| Чоловіки | 41      | 10                 | 24               | 7                    |
| Жінки    | 45      | 10                 | 24               | 11                   |
| Разом    | 86      | 20                 | 48               | 18                   |